# ماجرای ماتئی
ماجرای ماتئی (ایتالیایی: Il Caso Mattei) فیلمی ایتالیایی به کارگردانی فرانچسکو رزی محصول سال ۱۹۷۲ است که زندگی و مرگ مرموز انریکو ماتئی را به تصویر می‌کشد. از بازیگران آن می‌توان به جان ماریا ولونته، پیتر بالدوین و فرانچسکو رزی اشاره کرد. این فیلم به‌طور مشترک با فیلم طبقه کارگر به بهشت می‌رود در جشنواره فیلم کن ۱۹۷۲ برندهٔ جایزهٔ نخل طلایی شد.